# Ундинская впадина
Унди́нская впа́дина (Ундино-Даинская впадина) — впадина на территории Забайкальского края России.

## Расположение
Ундинская впадина расположена в межгорном понижении, ограниченном с севера и востока Борщовочным хребтом, а с юга — Ононским хребтом и отрогами хребта Кукульбей. В целом впадина имеет северо-восточное простирание при общей протяжённости 125 км и ширине от 1-2 до 4-10 км; в некоторых ответвлениях (например, по реке Талангуй) ширина достигает более 40 км.

## Геология
Впадина сложена осадочными (с бурым углём) и базальтоидными формациями. Заложение впадины относится к мезозою, дальнейшее формирование происходило в неоген-четвертичное время. В структурах обрамления Ундинской впадины широко развито золотое оруденение мезозойского возраста.

## Гидрография и ландшафт
Нижняя часть Ундинской впадины занята долинами рек Унда и Дая, между которыми есть водораздел (в виде внутривпадинного поднятия в 5 км восточнее села Жидка). В районе этого водораздела днище впадины имеет наивысшую абсолютную отметку — 867 м; к юго-западу и северо-востоку высоты снижаются до 526 и 540 м соответственно. Преобладающие типы ландшафта — приречные луга, лесостепи, выше по склонам переходящие в горную тайгу.